# Olivier Messiaen
Olivier Eugène Prosper Charles Messiaen (Avignone, 10 dicembre 1908 – Clichy, 27 aprile 1992) è stato un compositore, pianista, organista e ornitologo francese.
Si iscrisse al conservatorio di Parigi all'età di 11 anni ed ebbe tra i suoi insegnanti Paul Dukas, Maurice Emmanuel, Charles-Marie Widor e Marcel Dupré. Nel 1931 ottenne il posto di organista della chiesa della Sainte-Trinité a Parigi, incarico che mantenne fino alla morte. Nel 1940, durante l'invasione tedesca della Francia fu fatto prigioniero e internato nello Stalag VIII-A, un campo di lavoro presso Görlitz. Qui, trovando casualmente tra i suoi compagni di prigionia tre musicisti, compose, col beneplacito del responsabile del campo appassionato di musica, una delle sue composizioni più note, il Quatuor pour la fin du temps (Quartetto per la fine del tempo) per clarinetto, violino, violoncello e pianoforte. La prima fu eseguita il 15 gennaio 1941 davanti a circa quattrocento fra prigionieri e guardie.
Poco dopo la sua liberazione, nel 1941 ottenne l'incarico di professore di armonia al conservatorio di Parigi, a cui si aggiunse nel 1966 quello di professore di composizione, posti che mantenne fino al pensionamento nel 1978. Tra i suoi numerosi allievi si distinsero particolarmente Pierre Boulez, Yvonne Loriod (che divenne poi la sua seconda moglie), Karlheinz Stockhausen, Iannis Xenakis, George Benjamin, Leopoldo La Rosa e Jennifer Bate, organista britannica considerata la sua maggiore interprete, che fino alla morte si è esibita in concerto utilizzando le partiture originali del compositore.
Messiaen si interessò alla musica indiana (più precisamente alla musica carnatica) e dell'antica Grecia, e in particolare al loro ritmo: molte sue opere hanno una struttura ritmica assai complessa o inusuale. Dal punto di vista armonico e melodico si distinse per l'introduzione e l'uso di particolari scale musicali a cui diede il nome di modi a trasposizione limitata. L'impiego di questi modi gli permise di esplorare la relazione tra l'udito e gli altri sensi, realizzando una musica sinestetica, in cui l'incontro e la sovrapposizione di accordi doveva creare l'impressione di vedere certi ben determinati accostamenti di colore. Per un breve periodo sperimentò anche il serialismo integrale, anticipando per certi aspetti l'opera del suo allievo Boulez. A rendere ancora più eclettico e inconfondibile il suo stile è l'uso di strumenti esotici o curiosi come il gamelan e le onde Martenot (Jeanne Loriod, sorella della sua seconda moglie, era una virtuosa di questo strumento). A dispetto dello stile così vario e inusuale, la maggior parte delle sue composizioni (con la notevole eccezione di quelle ispirate al canto degli uccelli) sono di carattere sacro o mistico e dipingono quello che egli stesso chiamava «l'aspetto meraviglioso della fede», testimoniando il suo credo nella religione cattolica.
Messiaen era affascinato dal canto degli uccelli, ed era suo convincimento che essi fossero i più grandi musicisti sulla Terra e piuttosto che compositore, si considerava più "un ornitologo e un ritmista". Nei suoi numerosi viaggi in tutto il mondo, ebbe modo di ascoltare e registrare il canto di numerosi uccelli, realizzando delle trascrizioni (soprattutto per pianoforte ma anche per orchestra), tra cui la più celebre è il Catalogue d'oiseaux (Catalogo d'uccelli), composto tra il 1956 e il 1958. Oltre a essere composizioni a sé stanti, tali trascrizioni vennero inserite in gran parte delle sue opere più famose, come nella Sinfonia Turangalîla e nel San Francesco d'Assisi. L'uso innovativo di ritmo, melodia e armonia, la sua personale concezione delle relazioni tra tempo, musica e colore, la passione per il canto degli uccelli e la sua sincera e profonda ispirazione religiosa, nonché il suo ruolo di didatta, hanno contribuito a fare di Messiaen uno dei più grandi e influenti compositori del XX secolo.

## Biografia

### La giovinezza e gli studi

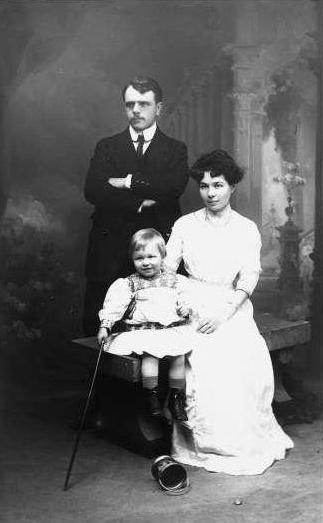
Oliver Messiaen da bambino con la madre e il padre ad Avignone nel 1910

Olivier Eugène Prosper Charles Messiaen nacque ad Avignone da una famiglia di letterati: Pierre, suo padre, era insegnante di inglese e curò la traduzione di opere di Shakespeare in francese, mentre la madre era la poetessa Cécile Sauvage che dedicò al figlio ancora in grembo la raccolta di poesie L'âme en bourgeon (L'anima in gemma). Messiaen segnalò più volte l'importanza di tale opera per la sua crescita. Anzi, affermò che "C'è stata una sola influenza nella mia vita, e avvenne ancor prima che nascessi [...] prima della mia nascita ci fu questo scambio tra madre e figlio, e credo che fu ciò a influenzare il mio intero destino". Molti anni dopo, nel 1977, registrò una serie di improvvisazioni per organo ispirate alla raccolta materna. Allo scoppio della prima guerra mondiale il padre partì soldato e la madre si trasferì con i figli Olivier e Alain, nato nel 1913, dal fratello che abitava a Grenoble.
Qui Messiaen, grazie all'influsso delle letture appassionate delle traduzioni di Shakespeare che il padre gli faceva prima di partire in guerra, cominciò a interessarsi al dramma e costruì una specie di teatro giocattolo dove inscenava le opere del drammaturgo inglese per il fratello. Allo stesso momento, pur non essendo la sua una famiglia di credenti, abbracciò la fede cattolica. Più tardi si fece sentire l'influenza di questo soggiorno: egli considerava la sua vera casa le Alpi del Delfinato, ed è proprio durante le estati passate nella sua residenza a sud di Grenoble, lontano dai molti impegni della vita parigina, che compose la maggior parte delle proprie opere a partire dagli abbozzi scritti durante l'inverno. Dopo i primi studi da autodidatta, decise di prendere lezioni di piano.
Era interessato alla musica a lui contemporanea, in particolare a quella di Debussy e Ravel, e per Natale chiese in regalo le partiture di opere vocali; in questo periodo cominciò anche a comporre. Nel 1918 il padre tornò dal fronte e la famiglia si trasferì a Nantes. Qui continuò a prendere lezioni di pianoforte da alcuni maestri locali. Furono tuttavia le lezioni di armonia di Jehan de Gibon a svolgere il ruolo più significativo nella sua crescita musicale. Gibon, sebbene povero, rifiutò di farsi pagare le lezioni e diede da studiare al giovane allievo i principali trattati d'armonia allora in uso, quelli di Dubois e di Reber. Tuttavia, gli diede anche la partitura del Pelléas et Mélisande di Debussy: per il giovane Olivier fu una "folgorazione" e, come disse in seguito, "probabilmente la più decisiva influenza che abbia avuto". L'anno successivo il padre ottenne un posto da insegnante a Parigi, dove si trasferì con tutta la famiglia. Nel 1919, a 10 anni, Messiaen entrò al conservatorio: lì conseguì eccellenti progressi accademici, figurando spesso come primo della classe.
Nel 1924, all'età di 15 anni, ottenne il secondo posto in un concorso di armonia (il primo fu assegnato a Maurice Duruflé), nel 1926 vinse il primo premio in contrappunto e fuga e nel 1927 quello per accompagnamento al pianoforte. Nel 1928, dopo gli studi conseguiti con Maurice Emmanuel, ottenne un primo premio in storia della musica e cominciò a interessarsi ai ritmi della musica dell'antica Grecia e ai modi extraeuropei. Dopo aver mostrato il suo talento nell'improvvisazione pianistica, si dedicò allo studio dell'organo con Marcel Dupré, da cui apprese la tradizione dei grandi organisti francesi, e nel 1929 vinse nuovamente un primo premio, questa volta in esecuzione organistica e improvvisazione. Nel frattempo continuava gli studi in composizione: nel 1927 studiò sotto la guida di Charles-Marie Widor, e nell'autunno dello stesso anno entrò nella classe di Paul Dukas che era stato appena assunto e che instillò in Messiaen la padronanza nell'orchestrazione. Ancora una volta gli studi diedero buoni frutti, infatti nel 1930 vinse il primo premio in composizione.
Tra gli insegnanti di Messiaen figurano inoltre Jean e Noël Gallon (armonia), Georges Caussade (contrappunto e fuga) e Joseph Baggers (timpani e percussioni). Ancora studente pubblicò la sua prima opera, ovvero gli Otto preludi (Huit Préludes) per pianoforte, composti tra il 1928 e il 1929. Questi pezzi mostrano già l'uso dei modi a trasposizione limitata, che diverranno uno dei suoi tratti di riconoscimento, insieme ai ritmi palindromi, che l'autore chiamava "ritmi non retrogradabili". La prima esecuzione pubblica dell'opera avvenne il primo marzo 1931 nella sala Érard in un concerto organizzato della Société Nationale de Musique, di cui poi Messiaen divenne membro e rinnovatore, e fu seguita dalla suite orchestrale Les offrandes oubliées (Le offerte dimenticate). Quello stesso anno ebbe l'occasione di ascoltare per la prima volta un gruppo di gamelan, che accese il suo interesse per l'uso delle percussioni intonate.

### La Trinité,La Jeune Francee la guerra

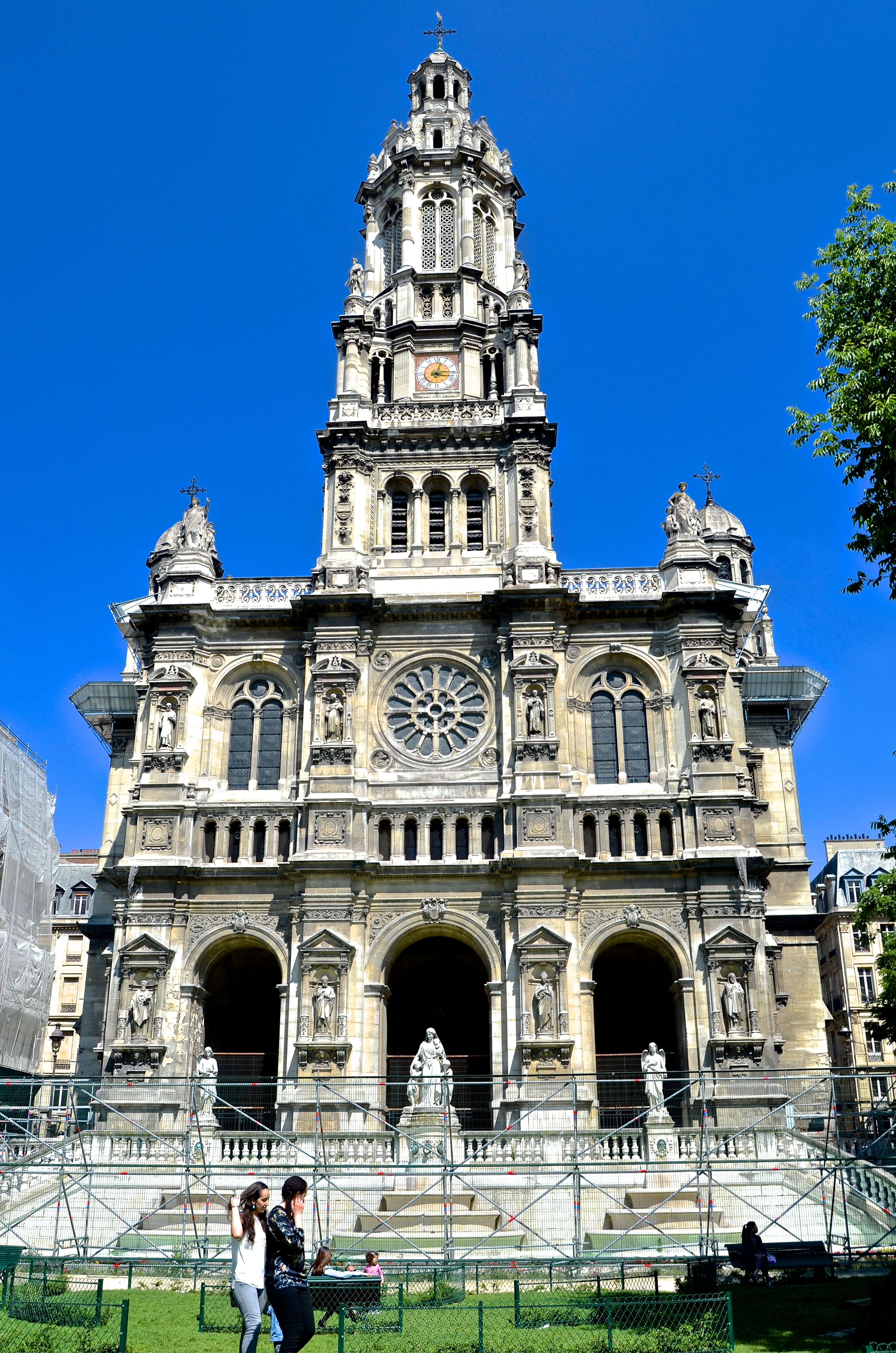
Chiesa della Sainte-Trinité a Parigi. Messiaen vi fu organista titolare per 61 anni

Il legame tra Messiaen e l'organo iniziò nell'autunno 1927, quando si iscrisse al corso di Marcel Dupré. Dupré ricorderà che Messiaen, non avendo mai visto prima di allora una console, rimase seduto tranquillamente per un'ora mentre spiegava e mostrava il funzionamento dello strumento e che la settimana successiva eseguì la Fantasia in Do minore di Bach in modo magistrale. Dal 1929 Messiaen cominciò a sostituire Charles Quef, spesso malato, come organista della chiesa della Sainte-Trinité a Parigi. Alla morte di questo, nel 1931, il posto divenne vacante e Dupré, Tournemire e Widor sostennero la candidatura di Messiaen a successore. Insieme alla propria candidatura ufficiale allegò anche la lettera di raccomandazione di Widor, e ottenne il posto quello stesso anno.
Messiaen fu estremamente legato a quest'incarico e fu organista titolare della chiesa della Sainte-Trinité fino alla morte, ovvero per 61 anni. Su sua richiesta venne modificato l'organo Cavaillé-Coll della Trinité, aggiungendo alcuni registri ad ancia e di mutazione ed elettrificando la trasmissione. Rifiutò quasi sempre di esibirsi su organi differenti e affermò che avrebbe rifiutato posti ben più prestigiosi come quello di organista a Saint-Sulpice e a Notre-Dame. Nel 1932 sposò la violinista e compositrice Louise Justine Delbos, detta Claire. Il loro matrimonio fu la fonte di ispirazione di alcune opere tra cui il Tema e variazioni (Thème et variations) (1932) per pianoforte e violino e la raccolta di Lieder Poèmes pour Mi (Poesie per Mi) (1936, orchestrati nel 1937): Mi era il nomignolo affettuoso con cui Messiaen chiamava la moglie.
Il 14 luglio 1937 nacque il suo unico figlio, Pascal, ma a dispetto dell'armonia di coppia il matrimonio finirà in tragedia: nel 1947 Claire dovette essere operata per un tumore cerebrale. L'intervento chirurgico le salvò la vita ma le fece perdere la memoria e dovette essere ricoverata in un ospedale psichiatrico per dodici anni fino alla morte, nel 1959. Nel 1936 fondò insieme con André Jolivet, Jean-Yves Daniel-Lesur e Yves Baudrier il gruppo La Jeune France (La giovane Francia). Nel loro manifesto programmatico attaccano implicitamente il gusto musicale parigino dell'epoca, tacciandolo di frivolezza e rifiutando il manifesto di Jean Cocteau (e quindi in polemica con la moda neoclassica propugnata da Stravinskij e dal Gruppo dei Sei) Le coq et l'arlequin del 1918 in favore di "una musica vivente, avente l'impeto della sincerità, della generosità e della coscienziosità artistica". Tuttavia negli anni successivi Messiaen prese le distanze da questo aspetto pubblico della musica, preferendo l'ispirazione privata alle commissioni per concerti "convenzionali".
Nel 1937 inviò le Fêtes des belles eaux per sei esecutori in risposta a un concorso pubblico per una musica di accompagnamento a uno spettacolo di luci e suoni sulla Senna durante l'esposizione universale di Parigi. L'opera rimase non pubblicata, tuttavia la sua importanza risiede nel fatto che è la prima in cui il compositore fece uso delle onde Martenot, uno strumento elettronico che utilizzerà in molte altre composizioni successive. Nello stesso periodo compose vari brani per organo, generalmente in più movimenti. Riarrangiò la sua suite orchestrale L'Ascension (L'Ascensione) per organo, sostituendo il terzo movimento della versione originale con un brano interamente nuovo, il Transports de joie d'une âme devant la gloire du Christ qui est la sienne (Trasporto di gioia di un'anima di fronte alla gloria di Cristo che è la sua), che divenne uno dei suoi pezzi più famosi. Scrisse inoltre il ciclo La Nativité du Seigneur (La Natività del Signore) e Les corps glorieux (I corpi gloriosi): in particolare il brano finale della Nativité, la toccata Dieu parmi nous (Dio tra noi), divenne un altro brano di grande diffusione.
Dal 1939 cominciò a insegnare lettura della partitura alla École Normale de Musique e improvvisazione organistica alla Schola Cantorum di Parigi, ma nel 1940, in seguito allo scoppio della seconda guerra mondiale, venne chiamato nell'esercito francese come ausiliario medico, visto che era stato scartato per il combattimento a causa dei suoi problemi di vista. Nel maggio 1940 venne fatto prigioniero a Verdun e internato nel campo di lavoro Stalag VIII-A di Görlitz. Qui conobbe un clarinettista, per il quale scrisse l'Abîme des Oiseaux (Abisso degli uccelli), poi un violinista e un violoncellista e per questo trio "anomalo" cominciò a scrivere alcuni brani. Il materiale venne poi integrato nel celeberrimo Quatuor pour la fin du temps, che fu eseguito nello stesso campo il 15 gennaio del 1941. L'introspezione forzata e la meditazione sulla vita nelle atroci condizioni di un campo di lavoro ebbero incredibilmente come frutto uno dei capolavori della musica classica del XX secolo. Il riferimento alla "fine del tempo" nel titolo, non allude solo all'Apocalisse, a cui la composizione è palesemente dedicata, ma anche all'uso che Messiaen faceva del tempo musicale, ritenendo che la tradizionale struttura, ingabbiata in battute e organizzata per accenti fissi a seconda del metro notato, fosse decisamente insufficiente alle sue necessità espressive.

### Tristanoe il serialismo
Poco dopo la propria liberazione, nel maggio 1941, assunse la cattedra di professore di armonia al conservatorio di Parigi, che mantenne fino al pensionamento nel 1978. Tra i primi studenti di Messiaen spiccano i nomi di Pierre Boulez, Karel Goeyvaerts e la pianista Yvonne Loriod. Seguirono Karlheinz Stockhausen nel 1952, György Kurtág nel 1957 e George Benjamin nella seconda metà degli anni 1970. Il compositore greco Iannis Xenakis entrò brevemente in contatto col maestro nel 1951: egli lo incoraggiò ed esortò a usare le sue conoscenze di matematica e architettura nella composizione musicale. Sebbene fosse solo poco più che trentenne, i suoi studenti dell'epoca lo ricordarono come un maestro eccezionale, che li incoraggiava a trovare una via personale piuttosto che imporre le proprie idee.
Basandosi sul suo ruolo di didatta, incominciò a riunire attorno a sé con corsi privati di analisi musicale i suoi studenti più promettenti. In tali occasioni ebbe modo di approfondire la conoscenza con Yvonne Loriod, allieva dotata di notevole memoria e di virtuosismo pianistico, inoltre entrata in immediata sintonia intellettuale con il maestro; Messiaen cominciò a dedicarle diverse composizioni. È così che nel 1944 compose le Visions de l'Amen (Visioni dell'Amen) per due pianoforti, seguite poco dopo dal grande ciclo Vingt regards sur l'enfant-Jésus (Venti sguardi su Gesù bambino) per pianoforte solo. Dello stesso anno sono anche le Trois petites liturgies de la Présence Divine (Tre piccole liturgie della Presenza Divina) per coro femminile e orchestra, che includono un passaggio virtuosistico per pianoforte, ancora dedicato alla Loriod. Si noti come il maestro continuasse a scrivere musica su soggetto liturgico, sebbene tali opere fossero pensate per l'esecuzione in sale da concerto.

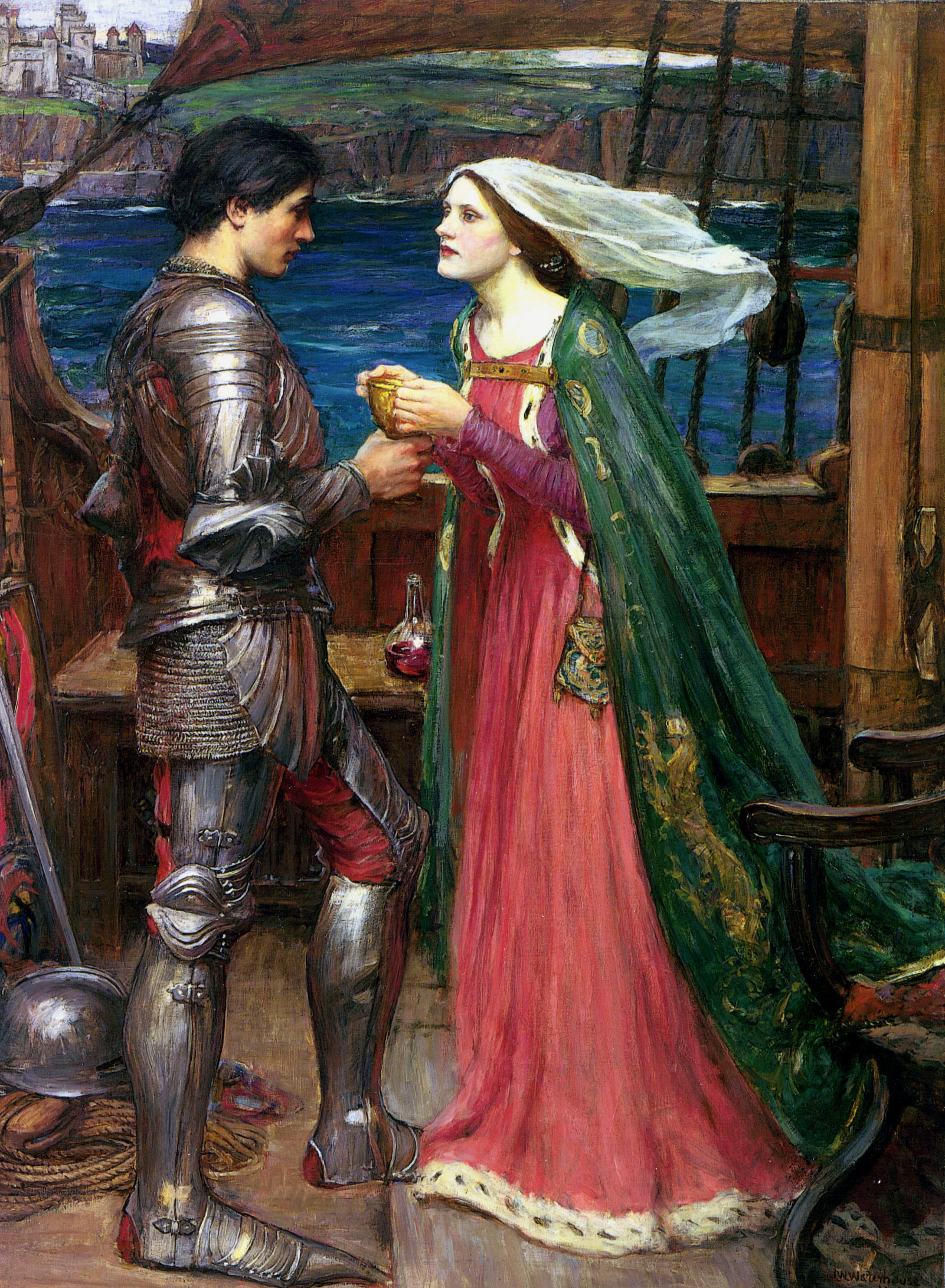
Tristano e Isotta con la Pozione, John William Waterhouse, 1916. Il mito di Tristano e Isotta ispirò a Messiaen il cosiddetto ciclo del Tristano composto da Harawi, Turangalîla-Sinphonie e Cinq rechants.

Nel 1944 scrive il trattato Technique de mon langage musical (Tecnica del mio linguaggio musicale), nel quale espone la sua arte attraverso passi delle proprie opere, e principalmente dal Quatuor; mentre nel 1945 compone il ciclo liederistico Harawi, la prima di tre opere aventi per tema l'amore umano (in contrapposizione a quello divino, che aveva cantato fino a quel momento), ispirate al mito di Tristano e Isotta.
La seconda opera è il frutto di una commissione del direttore d'orchestra Serge Koussevitzky per un brano di cui non si specificava durata, organico e stile: si tratta della sinfonia per grande orchestra in dieci movimenti Turangalîla. Essa è assolutamente non convenzionale, sia per la struttura sia per lo stile, e, più che di una sinfonia, si tratta di una lunga meditazione sulla gioia dell'amore umano, sia esso spirituale o fisico. In essa manca il senso di colpa nei confronti del sesso, che caratterizza il Tristano e Isotta wagneriano, poiché nella concezione di Messiaen anche l'amore fisico è un dono divino.
La terza opera del ciclo di Tristano è la raccolta Cinq rechants per dodici cantanti a cappella, che Messiaen disse essere ispirata alle albe dei trovatori.
Nel 1947 visitò gli Stati Uniti d'America, dove alcune sue composizioni vennero eseguite sotto la direzione di Koussevitzky e Stokowski, mentre nel 1949 la Boston Symphony Orchestra, diretta da Leonard Bernstein, diede la prima esecuzione pubblica di Turangalîla. Pur continuando a curare il corso di analisi musicale al conservatorio di Parigi, insegnò al conservatorio di Budapest nel 1947, al Tanglewood Music Center nel 1949 e, nelle estati del 1949 e 1950, ai corsi estivi di Darmstadt.
Sebbene non avesse mai utilizzato la tecnica dodecafonica nelle sue composizioni, avendo insegnato per tre anni analisi musicale di opere che ne facevano uso, come quelle di Arnold Schönberg, cominciò a sperimentare la costruzione di "scale" costruite non più su suoni, ma su durate, espressioni e dinamiche. Il risultato di questa ricerca fu il brano Mode de valeurs et d'intensités (Modo di valori e d'intensità), poi inserito nei Quatre Études de Rhythme (Quattro studi del ritmo) per pianoforte (1949-1950). Tale opera viene spesso indicata come primo esempio di serialismo integrale e avrà una grande influenza sui giovani compositori seriali europei, quali Pierre Boulez, Karel Goeyvaerts e Karlheinz Stockhausen; tuttavia si può osservare che definire seriale il brano di Messiaen è improprio, in quanto non è previsto l'esaurirsi di tutti gli elementi della serie prima della loro ripetizione. Durante lo stesso periodo sperimenta la musica concreta, come in Timbres-Durées (Timbri-Durate) per nastro magnetico (1952-1953).

### IlCanto degli uccellie gli anni sessanta
Nel 1951 venne chiesto a Messiaen di scrivere un brano per testare l'abilità dei flautisti che desideravano accedere al conservatorio di Parigi; è per questa occasione che compose Le merle noir (Il merlo) per flauto e pianoforte. Il maestro era da lungo tempo affascinato dal canto degli uccelli, che aveva già fatto la sua comparsa in opere precedenti, come nella Nativité, nel Quatuor e nei Vingt regards, ma si tratta qui della prima opera basata interamente sul canto di un uccello, in questo caso particolare il verso del merlo. Nel 1953 compose Réveil des oiseaux (Il risveglio degli uccelli) per orchestra, costituito quasi esclusivamente da trascrizioni dei canti degli uccelli, che l'autore poteva ascoltare tra mezzanotte e mezzogiorno tra le montagne del Massiccio del Giura.

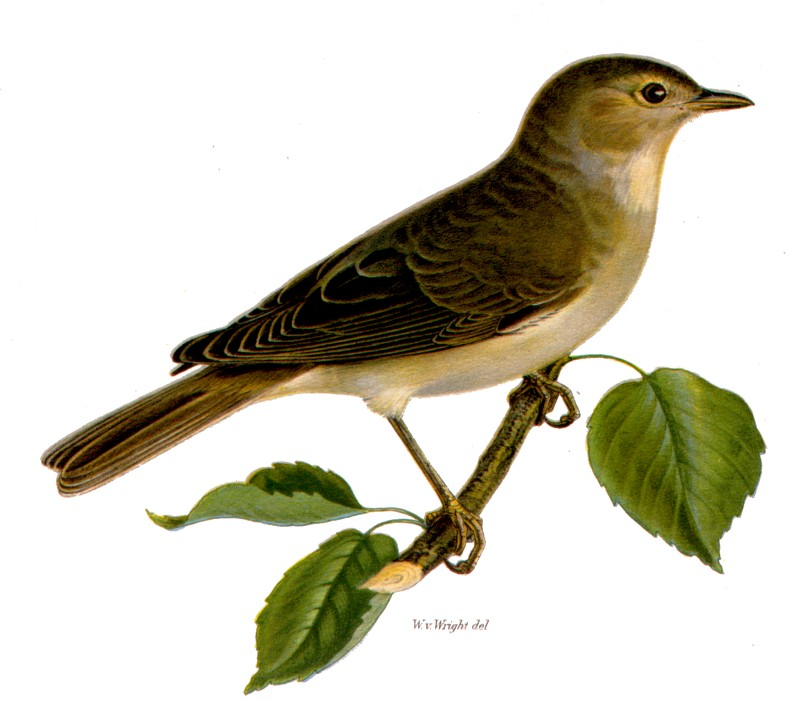
Il beccafico donò il titolo e il tema al brano La fauvette des jardins

A partire da questo periodo prese l'abitudine di incorporare queste trascrizioni in tutte le sue opere, oltre a scrivere raccolte interamente dedicate a questo soggetto (Oiseaux exotiques (Uccelli esotici) per pianoforte e orchestra da camera, 1955-1956, La Chouette hulotte (L'allocco) per pianoforte, 1956, Catalogue d'oiseaux (Catalogo di uccelli) per pianoforte, 1956-1958, La Fauvette des Jardins (Il beccafico) per pianoforte, 1970-1972, Un Vitrail et des oiseaux (Una vetrata e degli uccelli) per pianoforte e orchestra, 1986, Petites esquisses d'oiseaux (Piccoli abbozzi d'uccelli) per uno e due pianoforti, 1985-1987). Non si tratta di semplici raccolte di trascrizioni, ma di veri e propri poemi sinfonici. Paul Griffiths osservò che Messiaen fu un ornitologo più coscienzioso di tutti i compositori che lo avevano preceduto e un osservatore del canto degli uccelli più musicale di tutti gli ornitologi precedenti.
Nel 1961 sposò Yvonne Loriod, che era stata sua allieva. Insieme iniziarono a viaggiare intensamente, sia per partecipare agli eventi musicali, sia per scovare e trascrivere il canto di sempre più uccelli esotici. La moglie collaborava con il marito in queste dettagliate ricerche, facendo anche registrazioni dei canti per poterli ascoltare successivamente a confronto con la trascrizione pianistica. Nel 1962 giunse in Giappone dove, ispirato dal gagaku e dalle rappresentazioni nō, compose la raccolta Sept haïkaï (Sette haiku) per piano e piccola orchestra, in cui appare un'imitazione stilizzata delle sonorità degli strumenti tradizionali giapponesi, che verrà rappresentata nel 1963 al Teatro dell'Odéon di Parigi, diretta da Pierre Boulez.
La musica di Messiaen fu eseguita, tra gli altri, da Boulez: durante i concerti del Domaine musical e dei Festival di Donaueschingen egli presentò in programma brani come Réveil des oiseaux, Chronochromie per orchestra (1959-1960) e Couleurs de la cité céleste (Colori della città celeste) per ensemble di fiati e percussioni (1963). Quest'ultima opera, in particolare, è il frutto di una commissione per un brano per tre tromboni e tre xilofoni; Messiaen aggiunse all'organico altri strumenti a fiato, percussioni e pianoforte e sostituì i tre xilofoni con uno xilofono, una xilomarimba e una marimba. Nella prefazione all'opera l'autore esplicitò l'uso della tecnica sinestetica ed espresse l'idea dei personaggi ritmici:
(Prefazione a Couleurs de la cité céleste, Olivier Messiaen)
Risale al 1964 la stesura di Et exspecto resurrectionem mortuorum per orchestra di fiati e percussioni: si tratta di una commissione di André Malraux, all'epoca ministro della cultura francese, per la commemorazione delle vittime delle due guerre mondiali. La prima esecuzione venne data in forma semi-privata il 7 maggio 1965 nel quadro dei concerti del Domaine Musical alla Sainte-Chapelle, sotto la direzione di Serge Baudo, seguita poi da un grande concerto pubblico nella cattedrale di Chartres, con il presidente de Gaulle tra il pubblico, e il 12 gennaio 1966 al Teatro dell'Odéon di Parigi, diretta da Pierre Boulez. Nel frattempo la sua reputazione come compositore continuò a crescere: nel 1959 fu nominato ufficiale della Legion d'onore, nel 1966 divenne professore di composizione al conservatorio di Parigi (sebbene di fatto insegnasse tale materia da quasi trent'anni, ma nominalmente nella cattedra di analisi musicale) e nel 1967 venne eletto membro dell'Institut de France. Gli vennero inoltre attribuiti anche riconoscimenti internazionali, quali il premio Erasmo nel 1971, la medaglia d'oro della Royal Philharmonic Society nel 1975, il premio musicale Léonie Sonning nel 1977 e la croce di commendatore dell'ordine della corona del Belgio nel 1980.

### LaTrasfigurazione, iCanyon,San Francescoe oltre

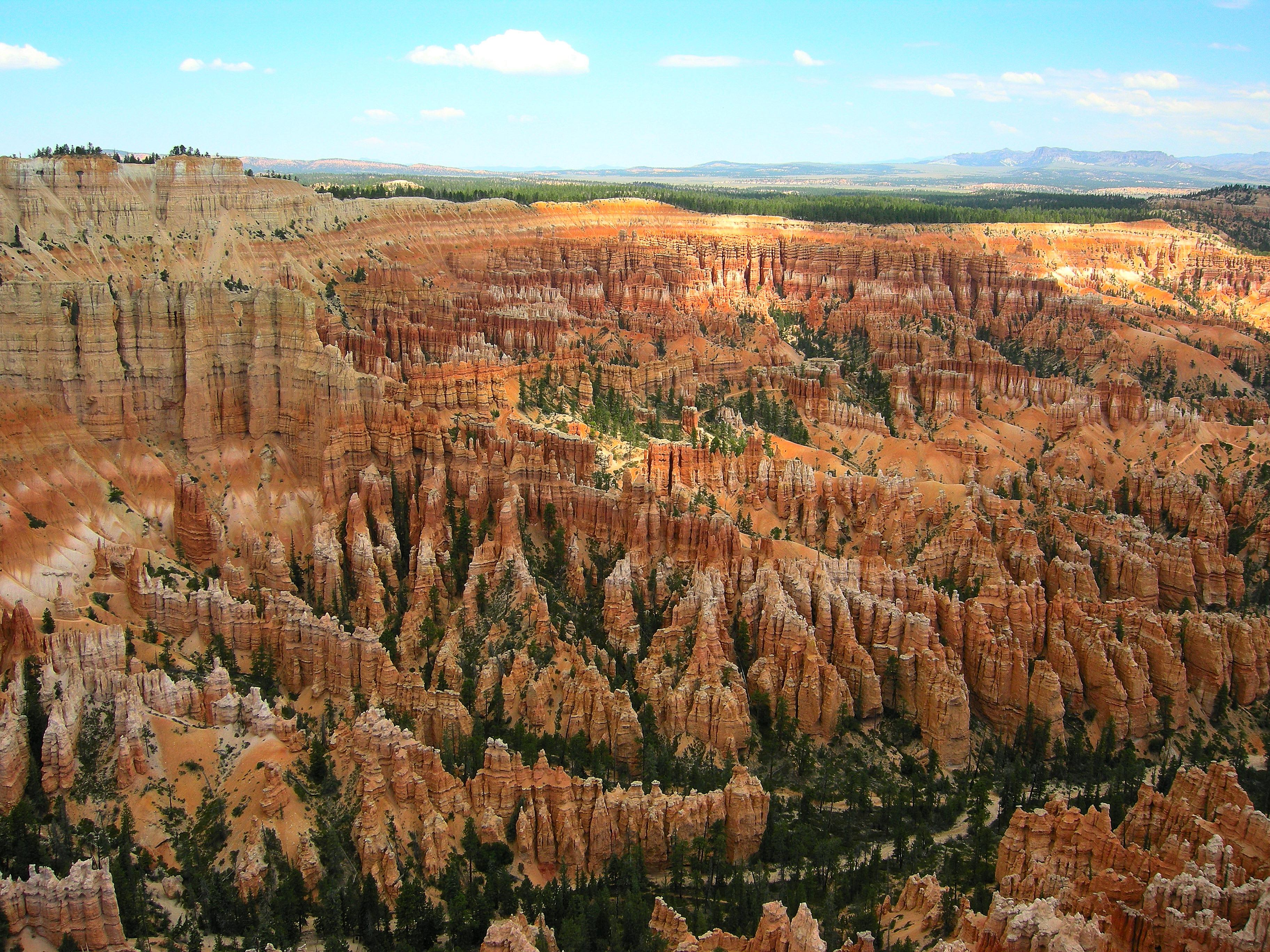
Il Bryce Canyon fu la fonte di ispirazione di Des canyons aux étoiles…

Tra il 1965 e il 1969 fu occupato dalla composizione del grande affresco di La Transfiguration de Notre Seigneur Jésus-Christ (La Trasfigurazione di Nostro Signore Gesù Cristo). L'opera, enorme per organico (coro misto di cento elementi divisi in dieci voci, grande orchestra e sette solisti strumentali per un totale di circa duecento esecutori) e struttura (quattordici movimenti suddivisi in due gruppi di sette, per una durata di circa cento minuti), è una lunga meditazione sulla trasfigurazione di Cristo e il suo testo è attinto principalmente dal Vangelo secondo Matteo e dalla Summa Theologiae di Tommaso d'Aquino. Poco dopo ricevette una commissione dalla filantropa americana Alice Tully per la creazione di un'opera che celebrasse il bicentenario della Dichiarazione di indipendenza degli Stati Uniti. Messiaen decise allora di partire per gli Stati Uniti nella primavera del 1972 per visitare il Bryce Canyon nello Utah, dove annotò i colori del luogo e, come d'abitudine, il canto degli uccelli.
Il risultato fu il brano per orchestra e quattro solisti (corno, pianoforte, glockenspiel e xilorimba) in dodici movimenti Des canyons aux étoiles... (Dai canyon alle stelle…) la cui prima ebbe luogo a New York il 20 novembre 1974. Agli inizi del 1971 gli venne anche chiesto di comporre un brano per l'Opéra Garnier. Inizialmente riluttante ad assumersi un impegno così gravoso, nel 1975 si decise finalmente ad accettare la commissione e iniziò la stesura di un'opera cantata ispirata alla figura di San Francesco d'Assisi. La composizione si protrasse per quasi otto anni: dal 1975 al 1979 per la scrittura del libretto e della struttura musicale e dal 1979 al 1983 per l'orchestrazione. Ne risultò un'opera gigantesca in tre atti e di ben oltre quattro ore di durata, per sette voci soliste, coro misto a dieci voci di 150 elementi e una grande orchestra di 125 musicisti. Il lavoro, che l'autore preferiva chiamare "spettacolo" piuttosto che opera venne eseguito il 28 novembre 1983 all'Opéra Garnier sotto la direzione di Seiji Ozawa e vantava solisti del calibro di Christiane Eda-Pierre (l'Angelo), José van Dam (san Francesco), Kenneth Riegel (il lebbroso) e Michel Philippe (frate Leone).

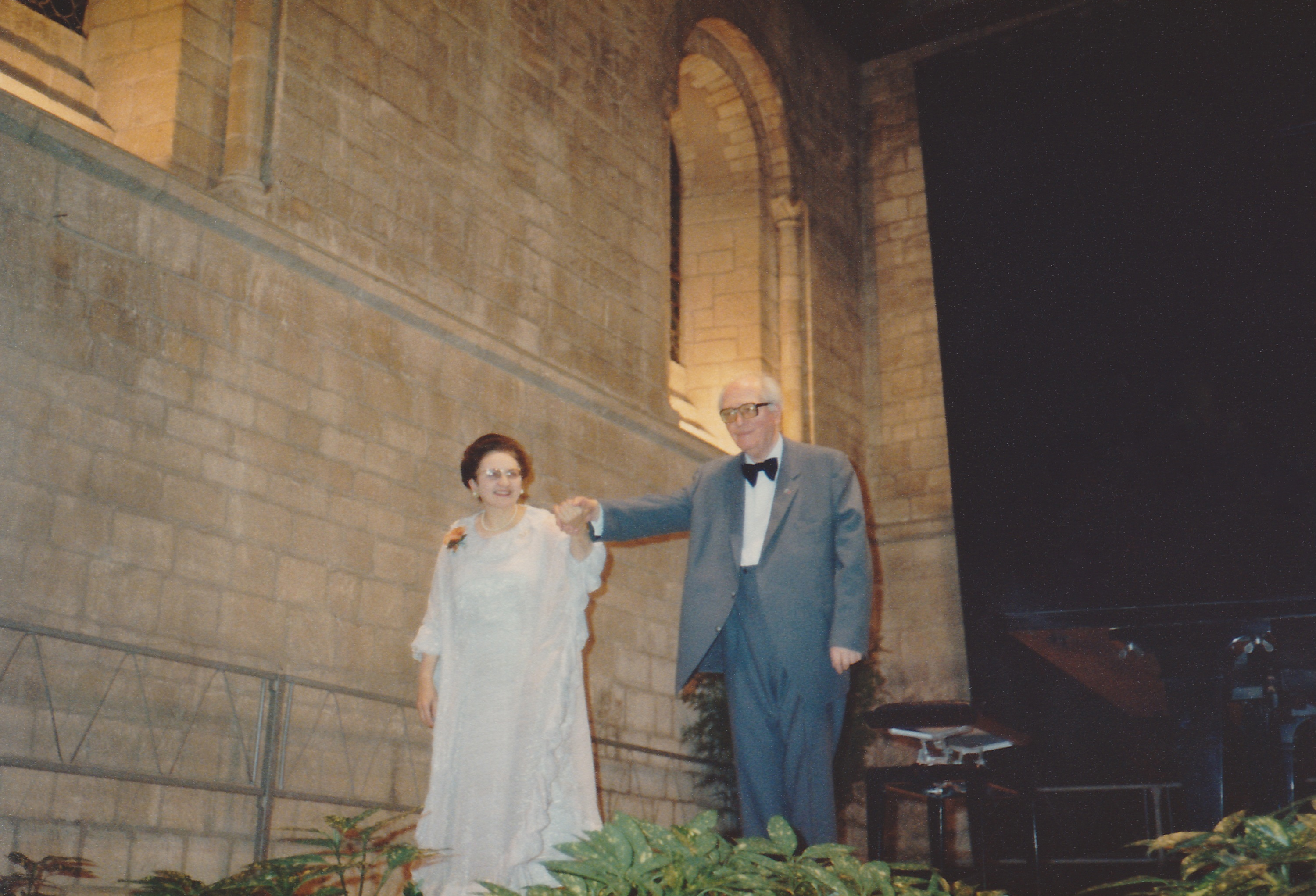
Olivier Messiaen e Yvonne Loriod nel 1982

Alcuni commentatori dell'epoca credettero che fosse il pezzo d'addio del compositore settantacinquenne, e tale era il parere dello stesso Messiaen, tuttavia continuò a comporre portando a termine nel 1984 la sua più grande raccolta di pezzi per organo, il Livre du Saint Sacrement (Libro del Santo Sacramento), oltre ad altre trascrizioni di canti d'uccelli per pianoforte solo o pianoforte e orchestra (Un Vitrail et des oiseaux, 1986, Petites Esquisses d'oiseaux, 1985-1987). Messiaen si era già ritirato dall'insegnamento nell'estate del 1978, per raggiunti limiti d'età. Nel 1987 viene insignito con la gran croce, il più alto grado della Legion d'onore. Un intervento chirurgico gli aveva impedito di partecipare alla manifestazione in onore dei suoi settant'anni, ma nel 1988 poté assistere all'esecuzione del suo San Francesco d'Assisi nella Royal Festival Hall di Londra, proposto nell'ambito di una serie di manifestazioni svolte in tutto il mondo per festeggiare il suo ottantesimo compleanno. Per la stessa occasione la casa discografica Erato pubblicò una raccolta di 17 CD della musica di Messiaen comprendendo anche alcune registrazioni storiche di Loriod e la registrazione di alcune conversazioni tra il maestro e il musicologo Claude Samuel.
L'ultima composizione di Messiaen integralmente compiuta ebbe origine da una commissione della New York Philharmonic Orchestra: sebbene negli ultimi tempi della sua vita fosse prostrato dalla sofferenza dovuta a una serie di interventi alla schiena a cui si dovette sottoporre, fu comunque in grado di portare a termine il compito e realizzò gli Éclairs sur l'au-delà... (Bagliori sull'aldilà, 1988-1991) per grande orchestra, la cui prima avvenne sotto la direzione di Zubin Mehta il 5 novembre 1992 in occasione del centocinquantenario di fondazione della New York Philharmonic Orchestra, ovvero circa sei mesi dopo la scomparsa del maestro. Messiaen stava anche lavorando a un concerto per quattro strumenti solisti e orchestra dedicato ai cinque musicisti verso cui si sentiva più debitore, ovvero la pianista e sua seconda moglie Yvonne Loriod, il violoncellista Mstislav Rostropovich, l'oboista Heinz Holliger, la flautista Catherine Cantin e il direttore d'orchestra Chung Myung-whun. Rimase incompiuta l'orchestrazione del quinto e ultimo movimento che Loriod portò a termine seguendo i consigli di George Benjamin e Heinz Holliger.

### Morte
Morì il 27 aprile 1992 all'ospedale Beaujon di Clichy e venne sepolto nel cimitero di Saint-Théoffrey a sud di Grenoble, dove possedeva una casa. Il suo monumento funebre è facilmente riconoscibile: la stele del suo monumento funebre rappresenta un uccello con le ali spiegate. Dal 1998 ogni luglio si svolge nel paesino di La Grave, ai piedi del massiccio della Meije che tanto amava, il Festival Messiaen au pays de la Meije, dedicato alla memoria del maestro.

## La musica

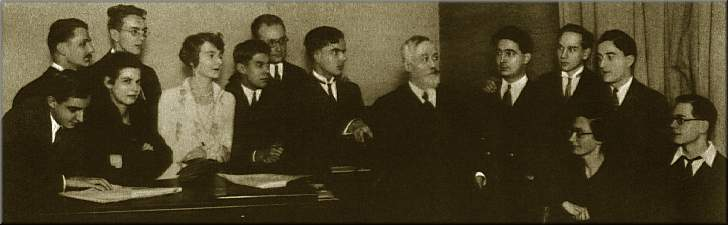
La classe di composizione di Paul Dukas nel 1929; da sinistra a destra, in piedi: Pierre Maillard-Verger, Elsa Barraine, Yvonne Desportes, Tony Aubin, Pierre Revel, Georges Favre, Paul Dukas, René Duclos, Georges Hugon, Maurice Duruflé. Seduti: Claude Arrieu e Olivier Messiaen

### Lo stile: descrizione sintetica
Come accade per i contemporanei Benjamin Britten e Dmitrij Šostakovič, Messiaen riesce a combinare una tecnica compositiva immensamente sofisticata con un'espressività diretta e praticamente ingenua, rendendosi accettabile anche al grande pubblico, il che d'altra parte gli valse critiche sia di cerebralismo sia di sentimentalismo. In un'intervista, alla domanda se il suo progetto giovanile della Jeune France si fosse infine avverato, ovvero il passaggio dalla "frivolezza" della musica degli anni venti alla ricerca dell'"umano", rispose che piuttosto era avvenuta una svolta a favore dell'"intellettualismo". Arriva dunque a formulare le tre caratteristiche di una composizione musicale riuscita:
(Dialogo con Claude Samuel.)
Nel corso degli anni cinquanta in risposta alle critiche di sentimentalismo approfondì all'estremo le ricerche in campo ritmico pervenendo a opere di eccezionale astrazione e complessità che lo resero ancora una volta capofila delle avanguardie sperimentali contemporanee. Egli insegnò anche nei famosi Ferienkurse di Darmstadt. Il suo influsso forgiò due generazioni di compositori, tra cui Pierre Boulez, Iannis Xenakis, Serge Nigg e Karlheinz Stockhausen. La fase conclusiva della sua parabola creativa si può definire come una sintesi delle tendenze da lui sviluppate precedentemente, con un ritorno esplicito ai contenuti musicali della giovinezza espressi però con l'impiego di tutti i ritrovati tecnici e teorici frutto di una vita di sperimentazione, sconcertando e deliziando estimatori e detrattori. Le ultime opere si giovano di masse orchestrali sempre più poderose e di affreschi sempre più elaborati, commisurando i mezzi alle visioni vertiginose e abissali tipiche della sua produzione.

### Il linguaggio musicale: forma
(Dialogo con Claude Samuel.)

#### Ritmo
Messiaen, a seguito dello studio della metrica greca, delle tradizioni musicali orientali e della musica medievale, portò alle estreme conseguenze e integrò nel suo pensiero filosofico la ricerca sul concetto di tempo musicale iniziata da Claude Debussy. Fu sempre affascinato dall'uso di numeri primi e simmetrie. Introdusse nella musica del XX secolo il definitivo affrancamento dal ritmo per battute. Dal punto di vista tecnico fece sovente uso di una particolare classe di strutture ritmiche, i tala, appartenenti alla musica carnatica e, a partire da questi, concepì e utilizzò la tecnica dei "ritmi non retrogradabili", ovvero aventi una struttura palindroma e dunque non invertibile. Introdusse anche il concetto di "ritmo additivo", che consiste nell'interpolare (ritmo aumentato) o sopprimere (ritmi diminuiti) una breve nota in una struttura ritmica altrimenti regolare (come nella Danse de la fureur, pour les sept trompettes del Quatuor), per esempio aggiungendo una semicroma nella ripresa di un tema.
Questo porta l'autore ad alternare ritmi binari e ternari (o piuttosto celle ritmiche binarie e ternarie) come già aveva fatto Stravinsky nella Sagra della primavera, opera che Messiaen apprezzava particolarmente, o a costruire ritmi sovrapposti per creare quello che definiva un "politempo". Ancor più curioso è il concetto di "durata cromatica", che lega tempo e melodia. Nella sezione Soixante-quatre durées del Livre d'orgue, per esempio, assegna una durata prestabilita per ognuno dei 64 suoni utilizzati nella composizione, più lunga per quelli gravi, più corta per quelli acuti. Tutto ciò, insieme con l'uso di tempi a volte incredibilmente lenti (il quinto movimento del Quatuor, Louange à l'Éternité de Jésus, porta l'agogica infiniment lent), contribuisce alla sospensione della percezione convenzionale del tempo e a una dimensione quasi estatica della musica. Lo stesso titolo del Quatuor pour la fin du temps rimanda non tanto all'apocalisse, quanto allo studio del ritmo che è "cambiamento e divisione" che porta a "studiare il Tempo" che a sua volta è "il perpetuo trasformarsi dell'avvenire in passato". Impropriamente il suo linguaggio ritmico e armonico è stato associato da Armando Gentilucci a quello del jazz, genere musicale verso il quale Messiaen manifestò, anche se in modo piuttosto riservato, una decisa diffidenza.

#### Melodia
Messiaen elaborò il suo linguaggio melodico da ispirazioni apparentemente lontanissime. Il canto gregoriano gli fornì una serie di melopee, neumi e contorni melodici, così come la salmodia gli ispirò l'uso del declamato sillabico; da Skrjabin trasse una scrittura pianistica efflorescente e a partire dagli esperimenti con la scala esatonale di Debussy ebbe l'idea di utilizzare, ora in unione con il sistema tonale classico, ora per conto proprio, nuove scale ottenendo quelli che definì modi a trasposizione limitata. Infine la costruzione dei ritmi additivi trova l'analogo melodico nei cosiddetto ingrandimento asimmetrico, un processo "algoritmico", ovvero matematicamente predeterminato, di inserzione o soppressione di suoni nella frase melodica. Le ricerche ornitologiche di Messiaen lo portarono a trascrivere, adattare e inserire nella sua musica centinaia di canti di uccelli. Le sue raccolte pianistiche, Catalogue des oiseaux, e orchestrali, Oiseaux exotiques, sono basate interamente su canti d'uccelli, ma praticamente tutti i suoi lavori ne riportano frammenti.

#### Armonia
Messiaen esplorò ampiamente il campo della ricerca armonica: dai lavori pionieristici di Milhaud e Charles Ives trasse la tecnica di sovrapposizione di armonie appartenenti ad ambiti estranei (polimodalità), mentre a partire dalle sperimentazioni di Debussy elaborò accordi che ampliano le tradizionali triadi con numerosi suoni aggiunti. Giunse infine all'elaborazione di quella che definiva la "risonanza". Questa consiste nella sovrapposizione a una nota fondamentale della nota più acuta dell'accordo, ma suonata molto più piano. Tale nota acuta non è percepita come facente parte dell'accordo, ma serve piuttosto a modificare la struttura timbrica della nota fondamentale, in modo analogo a ciò che accade nei registri di mutazione dell'organo. Egli utilizza comunque gli accordi diatonici, ma in modo personale, per esempio peculiare è l'interesse per il tritono, presentato come undicesimo armonico, ma anche come intervallo melodico pienamente paritario rispetto ad altri e come presenza comune nelle armonie dei suoi brani, o per l'armonia per quarte già esplorata a suo tempo da Schönberg e l'uso dell'accordo di sesta come consonanza imperfetta.

#### Timbrica

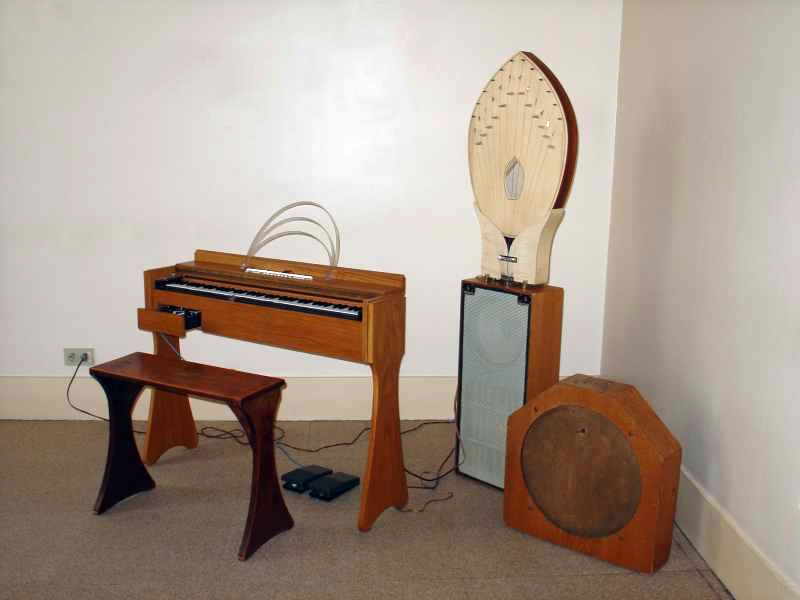
Un onde Martenot, strumento spesso presente nelle composizioni di Messiaen

Messiaen fu innovatore in campo pianistico, organistico e orchestrale. Il suo linguaggio pianistico prende le mosse dagli stilemi di Chopin, Debussy, Skrjabin e Ravel per pervenire a effetti coloristici di inesauribile fantasia che con termini sinestetici chiama ora "accordi - vetrata", "arcobaleni teologici". Le risorse dell'organo della Chiesa della Sainte-Trinité, come già detto un ottimo Cavaillié-Coll opportunamente modificato secondo le sue indicazioni, gli ispirarono combinazioni di registri inedite e ardite, che a partire da una concezione "sinfonica" della musica organistica (in linea con la scuola di César Franck e dei suoi maestri Charles-Marie Widor e Marcel Dupré) avvicinarono successivamente alcune sue composizioni alla musica elettronica.
I suoi modelli d'orchestrazione sono Wagner e Dukas, ma fu anche un pioniere nell'uso di inedite formazioni strumentali. Da Stravinskij e dai suoi studi giovanili mutuò l'uso intensivo delle percussioni e, primo nella musica europea, introdusse il suono dell'orchestra gamelan indonesiana. Fu anche attivo promotore dell'uso dell'onde Martenot, particolare strumento elettronico di cui la sua cognata, Jeanne Loriod, fu virtuosa divulgatrice, ma fece uso, per esempio in Des canyons aux étoiles..., di strumenti ancor più curiosi quali l'"eolofono" e il "geofono" (o anche macchina del vento e macchina della sabbia), e dell'ultimo in particolare curò anche la progettazione.

#### Simmetria
Fin dai suoi lavori di gioventù, Messiaen fu affascinato dall'uso di strutture simmetriche in musica, per esempio già negli Otto preludi fece uso di strutture ritmiche palindrome (i cosiddetti ritmi non retrogradabili). A partire da Chronochromie farà un uso sistematico nella sua opera delle permutazioni simmetriche, ovvero un legame matematicamente predeterminato tra tutti gli elementi sonori, potenzialmente in grado di predeterminare a priori la struttura di un'opera. Egli rifiutò però la mancanza di un intervento umano nel processo compositivo e per questo elaborò un sistema che gli permetteva di selezionare le permutazioni ritenute "interessanti". Tuttavia, come già osservato, questo aspetto "interessante" non esaurisce la sua ricerca musicale, come nel caso di Xenakis, si tratta ovvero di una tecnica compositiva che non deve prendere il sopravvento sul messaggio e sull'estetica di un brano.

#### Serialismo
Il brano Mode de valeurs et d'intensité che compare nei Quatre Études de Rhythme viene spesso considerato l'atto di fondazione del serialismo integrale, fatto che Messiaen ebbe modo di smentire più volte. Pur apprezzando particolarmente l'opera seriale di Webern e il Wozzeck di Berg (ma senza risparmiare aspre critiche alle opere seriali di Schönberg e alla Lulu di Berg, da lui ritenute troppo "accademiche"), ritenne tale esperienza di fatto conclusa (con l'eccezione forse dei lavori di Boulez in cui però la serie è un modo espressivo e non il fine), soprattutto perché basata su un sistema progettato a tavolino e quindi incapace di superare il sistema tonale, che invece si basa su una "risonanza naturale".

### Il linguaggio musicale: contenuti
(Dialogo con Claude Samuel.)
L'aspetto più controverso della personalità musicale di Olivier Messiaen consiste nell'ardore rivoluzionario con cui egli dà voce nuova a contenuti tradizionali, e compone aspetti apparentemente lontani tra loro in un crogiolo in grado di provocare disappunto sia nei puristi tradizionalisti sia negli avanguardisti incendiari: in realtà tale disappunto risiede nell'impossibilità di iscrivere l'autore nelle facili catalogazioni storico-critiche o ideologiche prevalenti nel Novecento musicale. Al di là delle componenti comunicative la musica di Messiaen si impone di per sé all'ascolto per la sua estroversione ed efficacia coloristica senza soggiacere a un programma predefinito. Ma essa non manca mai di esprimere idee ben definite che l'autore si impegna a divulgare con mezzi anche extramusicali di complemento, e in particolare:
- i titoli stessi dei componimenti;
- le annotazioni introduttive che l'autore premette ai suoi brani;
- i testi della musica vocale, quasi sempre composti dall'autore stesso;
- anche se solo parzialmente, il suo Traitè de mon langage musical, in cui, prendendo esempi dalle proprie composizione, fornisce indicazioni indirette per la loro esecuzione;
- le indicazioni agogiche e dinamiche "alla Skrjabin", ovvero ricche di connotazioni extramusicali[80].

La produzione musicale di Messiaen, lungo l'arco di oltre sessant'anni evidenzia come costanti normalmente intrecciate tra loro la fede cattolica, l'amore per la natura e in particolar modo per i canti degli uccelli, il colore, la poesia e la cultura dei paesi extraeuropei.

#### La fede
(Dialogo con Claude Samuel.)

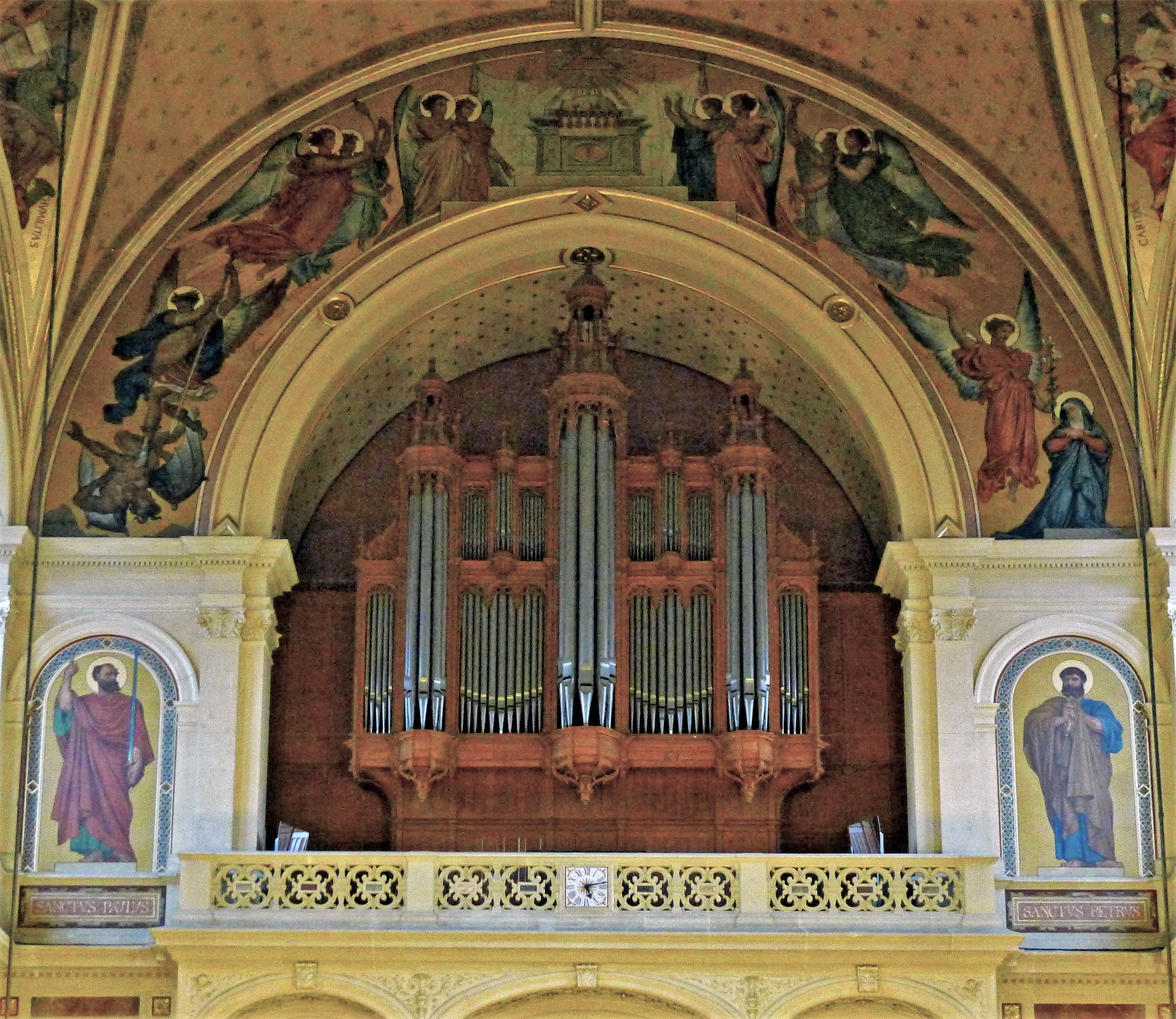
L'organo maggiore della chiesa della Trinité, del quale Messiaen fu titolare

Di gran lunga fu il suo più cospicuo scrigno di pensieri, temi, immagini, fulgori, campiture sonore, distese sinfoniche. Con grande scandalo degli ideologi a lui contemporanei, Messiaen radicò la sua fonte d'ispirazione alla panca dell'organo della chiesa della Sainte-Trinité, su cui restò assiso finché visse. Nei suoi scritti egli proclamò la sua fede cattolica, ma mentre a Stravinskij o a Liszt la fede cattolica ispirò musica essenziale e castigata, Messiaen trasse dalla sua esperienza di cristiano una fastosità e una sovrabbondanza espressiva tali da farlo erroneamente definire "panteista" o "sentimentale". I testi delle Trois petites Liturgies rivelano una conoscenza profonda della filosofia tomistica e musicalmente del Movimento Ceciliano, del canto gregoriano e della polifonia sacra di Palestrina, Lasso e Victoria. La trascrizione musicale delle sue esperienze religiose si rivela così troppo concentrata e complessa per chi si aspetta da esse facili ascolti, ma inspiegabilmente mantiene di volta in volta freschezza, tenerezza o ferocia che possono provenire solo da chi non fa del misticismo intellettuale l'unica forma di ispirazione. E forse questa attitudine di Messiaen può spiegarsi con la considerazione che nessuna arte può essere veramente adatta a rappresentare Dio, sebbene, nel suo giudizio, la musica, essendo dotata di un lato "immateriale", parli in modo più diretto all'intelletto stimolando la riflessione religiosa.

#### La natura, il canto degli uccelli
Messiaen era un ornitologo: in molte sue composizioni egli scrive sul pentagramma il risultato di accurate operazioni trascrittorie che portò avanti con meticolosità certosina per decenni. Egli spiega la sua tecnica in tal modo:
(Dialogo con Claude Samuel.)
Il processo di trascrizione era il processo di una serie di necessarie approssimazioni: per prima la registrazione su nastro o l'annotazione su carta del canto di diversi uccelli, nel tentativo di cogliere il "canto di un uccello ideale"; seguita poi ai problemi di orchestrazione per i limiti fisici degli strumenti utilizzati. Ma mentre i canti entravano nel reame compositivo queste approssimazioni cominciarono a superare le necessità immediate dell'eseguibilità, trasformandosi in creazioni musicali originali, e non quindi a mere copie (imperfette) della realtà. Con rare eccezioni (come il sesto movimento di Chronochromie) Messiaen evoca non solo i canti di uno o più uccelli rispettandone le provenienze e la compatibilità di habitat, ma li connota di significati poetici: dall'intensità dei colori del loro piumaggio (secondo le relazioni sinestetiche tra suono e colore) alla valenza religiosa della loro presenza (essi rappresentano il divino con la loro multiforme bellezza e semplicità). Come conseguenza, nel corso della sua opera Messiaen associò canti di uccelli di diverse provenienze, oppure orchestrò tali canti con strumenti normalmente non associati a essi.

#### Colori
(Dialogo con Claude Samuel.)
Messiaen fin dalle sue prime opere appone titoli delle sue composizioni (Arc-en-ciel d'innocence) connotati da indicazioni sinestetiche (associanti cioè percezioni visive e uditive) che si fanno nel tempo sempre più precise. Esse non si rivelano solo suggestioni poetiche, ma anche fisiologiche. Il suo precedente più vicino, Skrjabin, prescrisse la proiezione dei colori che egli associava ai suoni durante l'esecuzione del suo Prometheus, ma in Messiaen questo aspetto divulgativo appare raramente: nella prefazione alle Trois Liturgies egli descrive anche minutamente i colori da lui associati al suono di scale, accordi, timbri strumentali, ma lascia alla musica il compito di suggerirli e ricrearli.

#### La poesia
Non sorprende il fatto che Messiaen fu autore di quasi tutti i testi, con l'eccezione del mottetto O Sacrum convivium il cui testo è liturgico, che rivestì di musica: in un certo senso la sua vita artistica iniziò prima della sua nascita, in quanto sua madre, Cécile Sauvage, scrisse durante la sua gravidanza un ciclo di poemi, L'âme en bourgeon in cui fece riferimento al suo futuro bambino. La parola poetica non difettò al musicista né come prosatore (alcuni passaggi della Technique trascendono l'immediato intendimento didattico per evocare immagini suggestive) né come autore di testi da affidare alla musica. Coerentemente con la sua sinestesia e con la temperie letteraria della Parigi di metà Novecento la sua poesia è fortemente impregnata di simbolismo e surrealismo, e accosta immagini arditissime familiari ai lettori di Ungaretti e Montale in versi quali:
(Olivier Messiaen, Poèmes pour Mi , VII. Les deux guerriers.)
o anche
(Olivier Messiaen, Poèmes pour Mi , IV. Epouvante.)
A questi si contrappongono versi di semplicità quasi naïf la cui connotazione è affidata alla musica, altrove il lettore ritrova tanto versi liberi quanto i più tradizionali alessandrini. L'attenzione di Messiaen per i valori fonici della lingua poetica lo portò a inventare appositamente per i suoi Cinq réchants una lingua astratta combinante suoni dalle più lontane provenienze (dal giapponese al quechua).
Yseult d‘amour séparé
bulle de cristal d‘étoile mon retour
Barbe Bleue château de la septième porte»
Brangania nello spazio tu soffi
gli innamorati prendono il volo
verso le stelle della morte

t k t k t k t k t k t k t k t k
ha ha ha ha ha sete
l‘esploratore Orfeo trova il suo cuore nella morte
specchio di stella castello di stella
Isotta d'amore separata
bolla di cristallo di stella mio ritorno
Barba Blu castello della settima porta»
(Olivier Messiaen, Cinq Rechants  , 1. hayo kapritama la li la li la li la ssaréno.)
Non gli furono estranee le suggestioni di un altro musicista poeta, Richard Wagner, da cui mutuò la ricerca di un'integrazione di linguaggi diversi culminata nel suo San Francesco d'Assisi, magistrale fusione di orchestrazione, filosofia teologica, poesia e scenografia.

### Influenze musicali

#### La musica occidentale
L'influenza maggiore su Messiaen, specialmente in gioventù, provenne dalla musica francese a lui contemporanea, e soprattutto da quella dell'amato Debussy, e lo sviluppo dei modi a trasposizione limitata è certamente connesso al largo uso che fece questo compositore della scala esatonale e che Messiaen chiamò nel suo sistema Modo 1. Tuttavia Messiaen usò raramente questa scala, perché, come diceva, "dopo Debussy e Dukas non c'è nulla da aggiungere". Egli aveva anche una grande ammirazione per Stravinskij che, almeno per la produzione che va da Petruška a Les noces, riteneva il più grande genio musicale della sua epoca. Nel suo giudizio i principali meriti del compositore russo risiedevano nell'abilità dell'orchestrazione e nel suo gusto "buffonesco" e "crudele" che percepiva soprattutto in Petruška; tuttavia la sua opera preferita rimase sempre La sagra della primavera, di cui ammirava l'uso del ritmo e del colore.
Apprezzava inoltre Heitor Villa-Lobos, che ebbe modo di ascoltare negli anni 1920 a Parigi in una serie di acclamati concerti, come orchestratore e Jean-Philippe Rameau, Domenico Scarlatti, Fryderyk Chopin e Isaac Albéniz per la tecnica pianistica. Era anche un appassionato della musica di Claudio Monteverdi e Modest Musorgskij; di quest'ultimo compositore utilizzò più volte un tema del Boris Godunov, il cosiddetto tema ad M nelle sue composizioni, modificando però l'intervallo finale da una quarta giusta in una quarta aumentata. Un'influenza minore è quella dovuta al surrealismo e si riscontra piuttosto in alcune sue poesie o nei titoli di alcune composizioni, come Le nombre léger o Instants défunts dagli Otto Preludi per pianoforte oppure La tristesse d'un grand ciel blanc per pianoforte (1925) e La jeunesse des vieux per coro e orchestra (1931).

#### Dall'India al Giappone passando per l'Indonesia
Autore affascinato dalla bellezza come specchio della Verità, Messiaen si dimostrò pronto ad assorbire le influenze culturali più diverse ed esotiche, incontrandole ora per via mediata (la metrica greca antica, la ritmica indiana, l'orchestra gamelan indonesiana) ora direttamente: nel corso degli anni la sua musica si arricchisce di paesaggi, canti di uccelli, allusioni al Giappone (Harawî, Sept Haïkaï) e alle Americhe (Cinq Réchants, Sinfonia Turangalîla, Des Canyons à l'étoiles).

## Premi
Già in vita, a Olivier Messiaen furono tributati numerosi riconoscimenti. Di seguito sono elencati i principali tra quelli riportati dal catalogo dell'esposizione Portrait(s) d'Olivier Messiaen organizzata nel 1996 dalla Biblioteca nazionale di Francia.

### Premi
- marzo 1941, di ritorno dalla prigionia - Premio Blumenthal (Fondazione americana per l'arte francese)
- 1963 - Premio Schmitt
- ottobre 1963 - Premio Westfalia
- ottobre 1966 - Premio Torner-Loffer
- dicembre 1967 - Premio Koussewitzky
- novembre 1969 - Premio Gulbenkian
- giugno 1971 - Premio Erasmo
- 1973 - Premio del Comitato internazionale delle arti e lettere cinematografiche (per il film Olivier Messiaen et les oiseaux)
- dicembre 1974 - Premio Ernst von Siemens
- 1977 - Gran Premio nazionale della musica, Parigi
- 1977 - Gran Premio della musica della città di Parigi
- maggio 1977 - Premio musicale Léonie Sonning
- ottobre 1978 - Premio Bach, Amburgo
- gennaio 1979 - Premio Master 7, Barcellona
- maggio 1983 - Premio Wolf
- settembre 1983 - Premio Liebermann, Amburgo
- dicembre 1983 - Premio della Critica italiana cattolica (per l'opera San Francesco d'Assisi), Roma
- 1984 - Premio SACD (Société des auteurs et compositeurs dramatiques)
- marzo 1984 - Premio dell'Accademio di Berlino
- ottobre 1984 - Gran Premio dell'Accademia di Vaucluse, Avignone
- 1985 - Premio Kyōto per le arti e la filosofia
- giugno 1985 - Premio europeo della musica, Vienna
- ottobre 1985 - Premio del Consiglio internazionale della musica UNESCO, Berlino
- 1986 - Premio delle Vittorie della musica, Parigi
- 1986 - Gran Premio della città di Parigi
- marzo 1989 - Premio Paolo VI
- maggio 1989 - Premio Evening Standard, Londra
- luglio 1989 - Prix Awards, New York
- ottobre 1989 - Premio Sibelius, Finlandia
- 1990 - Premio Braunschweig
- 1996 - Grammy Award alla miglior composizione di musica contemporanea

### Onorificenze accademiche
- Membro dell'Accademia delle Belle Arti di Baviera, Berlino e Amburgo
- Membro dell'Accademia Nazionale di Santa Cecilia
- Membro dell'Accademia americana di arti e lettere
- Membro onorario della Real Academia de Bellas Artes de San Fernando
- Membro onorario dell'Accademia delle arti e scienze di Boston
- 1968 - Membro dell'Institut de France
- 18 maggio 1970 - Membro della Royal Academy of Arts
- gennaio 1975 - Membro associato dell'Accademia di scienze, lettere e belle arti del Belgio

### Laureehonoris causa
- Dottore honoris causa dell'Università Cattolica d'America
- Dottore honoris causa dell'Università Cattolica di Lovanio
- Dottore in lettere honoris causa del Cornell College, Iowa

## Festival e concorsi
- dal 1998, in luglio - Festival Messiaen au pays de la Meije
- 2000, 2003 e 2007 - Olivier Messiaen competition, concorso internazionale per pianisti di musica contemporanea della città di Parigi

## Omaggi nella cultura di massa
- La canzone Il finale dei Baustelle, tratta dall'album Fantasma (2013), è ispirata alla figura di Messiaen e alla celebre esecuzione del Quatuor pour la fin du temps il 15 gennaio 1941 mentre era internato a Görlitz.
- A Olivier Messiaen è dedicato l'asteroide 11050 Messiaen.

## Pubblicazioni
- Traité de rythme, de couleur, et d'ornithologie (1949-1992) 7 volumi in 8 tomi, Parigi, Leduc, 1994-2002. ISBN 2-85689-047-4 (tomo 1)
- Tecnica del mio linguaggio musicale: testo con esempi musicali, traduzione di Lucia Ronchetti, Parigi, Leduc, 1999, ISBN 2-85689-050-4.

### Annotazioni
1. ↑  Messiaen affermò che il pubblico doveva aggirarsi su alcune migliaia, forse 5000, ma Le Boulaire e Pasquier, il violinista e il violoncellista, esclusero tale possibilità, facendo una stima tra le 200 e 350 persone. Si sa che il concerto si tenne in una baracca destinata a teatro e poiché la capienza massima di tale locale era di 400 persone, e molti testimoni riferirono che il "teatro" era pieno, sembra questa una stima piuttosto realistica. Anche altri dettagli, ormai leggendari, riportati dal compositore, come il fatto che la prima avvenne all'aperto sotto la neve o che il violoncellista suonò con solo tre corde, sono falsi e furono più volte smentiti anche dagli stessi esecutori; nonostante ciò Messiaen non cambiò mai versione dei fatti. Vedi Rischin, p. 62.
2. ↑  Dalla madre ricevette le partiture del Don Giovanni e del Flauto magico di Mozart, l'Alceste e l'Orfeo di Gluck, la Dannazione di Faust di Berlioz e la Valchiria e il Sigfrido di Wagner. Da amici di famiglia ottenne invece Estampes di Debussy e Gaspard de la nuit di Ravel. Pozzi, p. 28.
3. ↑  Dupré fu allievo di Widor e di Vierne, quest'ultimo ebbe per maestro César Franck.
4. ↑  Baggers è l'autore di un manuale per strumenti a percussione (Méthode de timbales et instruments à percussion) pubblicato negli anni 1900, vedi  John H. Beck, Encyclopedia of Percussion, Routledge, 2013,  p. 434, ISBN 978-1-317-74768-0.
5. ↑  Tra le opere pubblicate in vita non si tratta di quella cronologicamente più antica: la composizione per organo Le banquet céleste risale all'estate del 1928 ma venne pubblicata successivamente.
6. ↑  Dialogo con Claude Samuel  Copia archiviata (MP3), su messiaen2008.com. URL consultato il 12 dicembre 2008 (archiviato dall'url originale il 15 novembre 2008).. Messiaen era spesso invitato a esibirsi su altri organi in tutto il mondo, ma declinava l'offerta perché il proprio repertorio (essenzialmente composto di proprie opere o di altri compositori contemporanei) richiedeva una conoscenza approfondita dello strumento su cui erano eseguite. Accettò di esibirsi una sola volta nella basilica del santuario nazionale dell'Immacolata Concezione di Washington e per questo unico concerto, la prima mondiale delle Méditations sur le Mystére de la Sainte Trinité, ebbe bisogno di dieci giorni di preparazione.
7. ↑  «Nei suoi Quatre Etudes de Rythme, Olivier Messiaen utilizza la tecnica seriale, non più solamente come era stata messa a punto da Schoenberg, ma estendendola a tutti i parametri del suono. Questo studio utilizza quattro "modi": un modo melodico di 36 suoni, un modo delle durate di 24 valori, un modo degli attacchi di 12 tipi e un modo delle intensità di 7 sfumature. Una regola: nello sviluppo dell'opera ogni suono deve comparire sempre con la stessa durata, la stessa intensità e lo stesso attacco. A causa dell'invarianza dei suoni, l'opera lascia all'ascolto una certa impressione di monotonia, ma fu da questi tre minuti di musica per pianoforte, svelati nel corso di una memorabile serata delle sessioni estive di Darmstadt, che prese vita tutto il movimento post-weberniano del dopoguerra e che avrebbe presto conquistato il mondo intero.» Programma del concerto del 3 ottobre 1981 al Centre Georges-Pompidou, citato in (FR) Quatre Études de rythme (1949-1950), su ircam.fr, IRCAM. URL consultato il 1º marzo 2016.
8. ↑  «Per Boulez "un'opera senza sviluppo", dal carattere essenzialmente sperimentale [che] indirizzò tutti i giovani compositori del dopoguerra verso il campo, estremamente fertile all'inizio, della rigorosa quantificazione di tutti i dati dello spazio sonoro.» Programma del concerto del 3 ottobre 1981 al Centre Georges-Pompidou, citato in (FR) Quatre Études de rythme (1949-1950), su ircam.fr, IRCAM. URL consultato il 1º marzo 2016.
9. ↑  In Samuel, pp. 275-277, Messiaen ricorda come solo dopo molte insistenze si convinse ad accettare la commissione e del suo viaggio in America. Nella sua biblioteca trovò un libro d'arte in cui veniva indicato il Bryce Canyon come il luogo più bello degli Stati Uniti. Il compositore passò due settimane nel parco naturale annotando i colori e il canto degli uccelli. Visitò poi il Monumento nazionale di Cedar Breaks e il Zion National Park. In ricordo della sua visita, nel 1978 il White Cliffs, nei pressi di Parowan, venne ribattezzato Mount Messiaen (EN) Markers and Monuments Database [collegamento interrotto], su heritage.utah.gov, Utah Department of Heritage & Arts. URL consultato il 6 giugno 2017.
10. ↑  L'inversione, sia essa ritmica, armonica o melodica, è una tecnica classica nella realizzazione di variazioni su un tema dato, almeno a partire dal XVI secolo. Esempio massimo della sua applicazione si trova nell'Arte della fuga di Bach (i Contrapunctus XVII e Contrapunctus XVIIIl, per esempio, vengono eseguiti nei due sensi, rectus e inversus).
11. ↑  In Samuel, p. 121, Messiaen considera come la prima, e d'altra parte unica, esperienza di "politempo" il festino dal II atto del Don Giovanni di Mozart, quando tre piccole orchestre sono sul palco e suonano contemporaneamente alla grande orchestra.
12. ↑  In Samuel, p. 412, Messiaen include tra i quattro "drammi" della sua carriera musicale il fatto che troppo spesso critici e ascoltatori confondono la parola "ritmo" con la regolarità di una marcia militare, mentre per l'autore il ritmo è anche nelle fluttuazioni ineguali del suono del mare o del vento.
13. ↑  Lo stesso Samuel in Samuel, p. 103, ricorda come Messiaen chiese di eliminare dal libro intervista un lungo passaggio in cui, di propria iniziativa, aveva trattato della sua opinione della musica jazz. Stringatamente Samuel afferma che Messiaen, che d'altra parte aveva una conoscenza estremamente frammentaria dell'argomento, ritenesse il jazz la "musica del peccato".
14. ↑  Tale tecnica è per esempio utilizzata nel brano Le loriot dal Catalogue d'oiseaux per pianoforte: la mano sinistra esegue le fondamentali in fortissimo, mentre la destra le armoniche superiori in mezzoforte, alterando così l'impressione timbrica dello strumento.
15. ↑  Brangania è l'ancella che fa bere a Tristano e Isotta il filtro d'amore.
16. ↑  Si tratta del tema DO-MI-MI♭-Fa♯-DO, il nome tema ad M proviene dal fatto che scrivendo le note su un foglio secondo la loro altezza e unendo i punti ottenuti, si ottiene una forma simile a una M maiuscola. Si noti che l'ultimo intervallo, Fa♯-DO, consta di tre toni, mentre nella versione originale è FA-DO, ovvero una quarta giusta.

### Fonti
1. 1 2  Rischin, p. 62.
2. ↑  Samuel, p. 18.
3. ↑  Samuel, p. 124.
4. ↑  Samuel, p. 101.
5. ↑  Dingle, pp. 1-2.
6. ↑  Samuel, p. 15.
7. ↑  "There has been only one influence in my life, and it happened before I was born... thus before my birth there was that which influenced my entire destiny", (EN) George Benjamin, Messiaen at 80, BBC Two, 10 dicembre 1988. URL consultato il 7 giugno 2017. Intervista citata in Dingle, p. 2.
8. ↑  Dingle, p. 187. Le improvvisazioni e la lettura delle poesie recitate da Gisèle Casadesus sono state incise in 1977 – L'âme en bourgeon, LP, Erato STU 71104, Francia.
9. ↑  Pozzi, p. 27.
10. ↑  Dingle, p. 4.
11. ↑  Pozzi, p. 28.
12. ↑  Samuel, p. 21.
13. 1 2  Samuel, p. 17.
14. ↑  Dingle, p. 5.
15. ↑  Intervista a Yvonne Loriod in Hill, p. 245.
16. ↑  Samuel,  p. 109.
17. ↑  Dingle, p. 7.
18. 1 2  Dingle, p. 9.
19. ↑  Samuel, p. 110.
20. 1 2  Dialogo con Claude Samuel  Copia archiviata (MP3), su messiaen2008.com. URL consultato il 12 dicembre 2008 (archiviato dall'url originale il 15 novembre 2008)..
21. ↑  Dingle, p. 10.
22. ↑  Pozzi, p. 191.
23. ↑  Hill e Simeone, p. 20.
24. ↑  Pozzi, p. 192.
25. ↑  Hill e Simeone, p. 22.
26. ↑  Hill e Simeone, p. 34.
27. ↑  Dialogo con Claude Samuel  Copia archiviata (MP3), su messiaen2008.com. URL consultato il 12 dicembre 2008 (archiviato dall'url originale il 15 novembre 2008)..
28. ↑  Hill, p. 459.
29. ↑  Intervista a Yvonne Loriod in Hill, p. 251.
30. ↑  Jane Manning in Hill, p. 123.
31. ↑  Hill, p. 461.
32. ↑  Dal programma del concerto inaugurale della La Jeune France, in Griffiths, p. 72.
33. ↑  Hill e Simeone, p. 73.
34. ↑  Dialogo con Claude Samuel  Copia archiviata (MP3), su messiaen2008.com. URL consultato il 12 dicembre 2008 (archiviato dall'url originale il 15 novembre 2008).. Tra l'altro l'autore aggiunge che si tratta di un'opera particolarmente non riuscita.
35. 1 2  Griffiths, p. 139.
36. ↑  Griffiths, pp. 104-106.
37. ↑  Pierre Boulez in Hill, pp. 229-231.
38. ↑  George Benjamin in Hill, p. 232.
39. ↑  Griffiths, p. 142.
40. ↑  Dingle, p. 97.
41. ↑  Dingle e Simeone, p. 137.
42. ↑  Dialogo con Claude Samuel  Copia archiviata (MP3), su messiaen2008.com. URL consultato il 13 dicembre 2008 (archiviato dall'url originale il 15 novembre 2008).. Messiaen descrive le sue principali tecniche in ambito ritmico e sminuisce il valore storico di Mode de valeurs et d'intensité, ritenendolo un naturale prodotto di quei tempi.
43. ↑  "Messiaen was a more conscientious ornithologist than any previous composer, and a more musical observer of birdsong than any previous ornithologist", Griffiths, p. 168.
44. 1 2  Conversazione con Claude Samuel  Copia archiviata (MP3), su messiaen2008.com. URL consultato il 12 dicembre 2008 (archiviato dall'url originale il 15 novembre 2008)..
45. ↑  Couleurs de la cité céleste, partitura, Leduc.
46. ↑  Samuel, p. 230.
47. ↑  Samuel, p. 438.
48. ↑  Pozzi, p. 199.
49. ↑  Hill e Simeone, p. 245.
50. ↑  Pozzi, p. 194.
51. ↑  Hill e Simeone, p. 333.
52. ↑  Samuel, pp. 275-277.
53. 1 2 3  Samuel, p. 24.
54. ↑  Intervista a Yvonne Loriod in Hill, p. 256.
55. ↑  Conversazione del 1992 con Jean-Cristophe Marti, citata in (EN)  Olivier Messiaen.  Note di copertina di Saint François d'Assise, Kent Nagano, p. 29, Deutsche Grammophon, 0289 445 1762 0 GH 4 (quadruplo), Germania, 1999. URL consultato in data 9 giugno 2017.
56. ↑  Hill e Simeone, pp. 340-342.
57. ↑  Hill e Simeone, p. 357.
58. ↑  Le conversazioni sono disponibili sul sito dell'IRCAM,  Risorse audio/video, su medias.ircam.fr. URL consultato il 26 febbraio 2016.
59. ↑  Intervista a Yvonne Loriod in Hill, p. 257.
60. ↑  Intervista a Yvonne Loriod in Hill, p. 255.
61. ↑  Dialogo con Claude Samuel  Copia archiviata (MP3), su messiaen2008.com. URL consultato il 13 dicembre 2008 (archiviato dall'url originale il 15 novembre 2008)..
62. ↑  Dingle, p. 18.
63. 1 2  Dialogo con Claude Samuel  Copia archiviata (MP3), su messiaen2008.com. URL consultato il 12 dicembre 2008 (archiviato dall'url originale il 15 novembre 2008).. Messiaen ricorda anche un aneddoto legato a Xenakis: gli capitò alcune volte di assistere dei concerti di musica classica in sua presenza, tuttavia quest'ultimo si annoiava poiché ricercava nella musica una struttura matematica. L'unica opera per cui mostrò interesse fu la Messa in Re maggiore di Beethoven, da lui ritenuta un'opera "combinatoria", che Messiaen considerava l'unica opera "brutta" (per l'esattezza dice "vilaine comme musique") del compositore.
64. 1 2  Samuel, p. 72.
65. ↑  Samuel, p. 25.
66. ↑  Samuel, p. 109.
67. 1 2  Samuel, p. 113.
68. ↑  Samuel, p. 74.
69. ↑  Samuel, p. 108.
70. ↑  Samuel, p. 197.
71. ↑  Samuel, pp. 253-254.
72. ↑  Gentilucci, p. 287.
73. ↑  Samuel, p. 103.
74. ↑  Samuel, p. 92.
75. ↑  Dialogo con Claude Samuel  Copia archiviata (MP3), su messiaen2008.com. URL consultato il 13 dicembre 2008 (archiviato dall'url originale il 15 novembre 2008)..
76. ↑  Dialogo con Claude Samuel  Copia archiviata (MP3), su messiaen2008.com. URL consultato il 12 dicembre 2008 (archiviato dall'url originale il 15 novembre 2008)..
77. ↑  Samuel, p. 371.
78. ↑  Samuel, pp. 119-120.
79. ↑  Dialogo con Claude Samuel  Copia archiviata (MP3), su messiaen2008.com. URL consultato il 13 dicembre 2008 (archiviato dall'url originale il 15 novembre 2008)..
80. ↑  A titolo di esempio la partitura di Le loriot, dal Catalogue d'oiseaux, porta indicazioni quali "coulé, doré" (colato, dorato), mentre in Oiseaux exotiques si troivano indicazioni quali "vociferé" (sbraitato).
81. ↑  Dialogo con Claude Samuel  Copia archiviata (MP3), su messiaen2008.com. URL consultato il 12 dicembre 2008 (archiviato dall'url originale il 15 novembre 2008).. Messiaen cita le sue principali letture teologiche e afferma di essere una dei rari francesi ad aver letto quasi per intero l'opera di Tommaso d'Aquino.
82. ↑  Dialogo con Claude Samuel  Copia archiviata (MP3), su messiaen2008.com. URL consultato il 13 dicembre 2008 (archiviato dall'url originale il 15 novembre 2008).. Messiaen ebbe un rapporto contrastato con il canto gregoriano, o meglio con i tentativi di riproposizione fatti nel XX secolo, soprattutto in traduzione francese. Riteneva infatti che si trattasse di una forma espressiva raffinata prodotta da "intellettuali", ovvero i monaci medievali, e aborriva le esecuzioni moderne con accompagnamento organistico, poiché introducevano una struttura armonica e modale sconosciuta in epoca medievale. L'unica esperienza positiva poteva essere considerata quella solesmesiana, filologicamente corretta nel riportare un canto esclusivamente monodico.
83. ↑  Dialogo con Claude Samuel  Copia archiviata (MP3), su messiaen2008.com. URL consultato il 13 dicembre 2008 (archiviato dall'url originale il 15 novembre 2008)..
84. ↑  Samuel, pp. 138-139.
85. ↑  Samuel, pp. 45-46.
86. ↑  Samuel, p. 411.
87. 1 2  Testo integrale: (FR) Poèmes pour Mi, su brahms.ircam.fr, IRCAM. URL consultato il 6 giugno 2017.
88. 1 2  Tecnica del mio linguaggio musicale.
89. ↑  Dialogo con Claude Samuel  Copia archiviata (MP3), su messiaen2008.com. URL consultato il 12 dicembre 2008 (archiviato dall'url originale il 15 novembre 2008)..
90. ↑  Samuel, p. 114.
91. ↑  Si veda anche Samuel, pp. 58-60.